# セレブタント
セレブタント（Celebutante）は「セレブリティ（celebrity）」と「デビュタント（débutante）」を組み合わせたかばん語であり、主に多くのメディアにライフスタイルなどを注目される裕福な若い人物を指す際に用いられる語である。この言葉は個人（例えばパリス・ヒルトン、ニコール・リッチー、キム・カーダシアンなど）に用いられる。ソーシャライト（名士）とは区別される場合もある。この造語の初出は1939年にさかのぼり、社交界デビューすることとなった女性ブレンダ・フレーザーを記述したウェルター・ウィンチェル社交界欄に見られる。1985年の『ニューズウィーク』のニューヨーク市のクラブ地区の有名人を記述する際に用いられている。

## セレブタントと呼ばれる人物

### 女性
- リサ・エデルシュタイン
- ビクトリア・フォックス
- ブリタニー・ギャスティノー
- リサ・ギャスティノー
- ピーチーズ・ゲルドフ
- ピクシー・ゲルドフ
- ヒルトン姉妹（パリス・ヒルトン、ニッキー・ヒルトン）
- ハイディ・モンタグ
- ローレン・コンラッド
- ティンズリー・モーティマー
- ニコール・リッチー
- オリヴィア・パレルモ
- ファビオラ・ベラカーサ
- カーダシアン姉妹（キム・カーダシアン、クロエ・カーダシアン、コートニー・カーダシアン）
- アシュレイ・メネンデス
- イーディ・セジウィック
- キモラ・リー・シモンズ
- キンバリー・スチュワート

### 男性
- スティーヴン・コレッティ
- ヒルトン兄弟（バロン・ヒルトン二世、コンラッド・ヒルトン三世）[4]
- ジェームズ・セント・ジェームズ
- ブロディ・ジェンナー
- ロブ・カーダシアン
- スペンサー・プラット
- ノエル・アシュマン

## 大衆文化

### 書籍
- Confessions of an Heiress: A Tongue-in-Chic Peek Behind the Pose（2004年）パリス・ヒルトン
- Your Heiress Diary: Confess It All to Me（2005年）パリス・ヒルトン
- Disco Bloodbath: A Fabulous but True Tale of Murder in Clubland（1999年）ジェームズ・セント・ジェームズ
- ゴシップガール（2002年）セシリー・フォン・ジーゲザー

### 映画とテレビ番組
- パーティ★モンスター（2003年）
- Party Monster: The Shockumentary（1998年）
- ファクトリー・ガール（2006年）

リアリティ番組
- シンプル・ライフ（2003年 - 2007年）
- Filthy Rich: Cattle Drive（2005年）
- My Super Sweet 16（2005年）
- The Gastineau Girls（2005年）
- ザ・リアル・ハウスワイヴズ・オブ・オレンジ・カウンティ（2004年）
- The Hills（2006年）
- The City（2008年）
- Keeping Up with the Kardashians（2007年）
- Kourtney and Khloé Take Miami（2009年）
- Brooke Knows Best（2008年）

テレビドラマ
- ゴシップガール（2007年）
- NYC Prep（2009年）

### 音楽
- ファーギー『グラマラス』（2007年）
- レディー・ガガ『ザ・フェイム』（2008年）
- グウェン・ステファニー『リッチ・ガール』（2005年）